# زيادة القيمة
زيادة القيمة أو زيادة قيمة رأس المال في الماركسية هي الزيادة في قيمة الأصول الرأسمالية من خلال تطبيق العمل الذي يشكّل قيمة في الإنتاج. المصطلح الألماني الأصلي هو «Verwertung» (تحديدًا Kapitalverwertung) لكن ترجمته بدقّة صعبة. قدمت الترجمة الأولى لكتاب «رأس المال» بواسطة سامويل مور وإدوارد أفيلينج وتحت إشراف إنجلز، مصطلح «Verwertung» بطرق مختلفة اعتمادًا على السياق، على سبيل المثال «خلق فائض قيمة»، «قيمة ذاتية التوسع»، «زيادة في القيمة» وغيره من التعبيرات المشابهة. استخدمت هذه العبارات أيضًا في طبعة أونترمان الأمريكية المنقحة، كما في ترجمة إيدن وسيدر بول. هذا وقُدّمت العبارة بشكل خاطئ في بعض النسخ على أنها «تحقيق رأس المال».
في اللغة الألمانية، تعني عبارة «Verwertung» الاستخدام المنتج لأحد الموارد، تحديدًا استخدام أو تطبيق شيء ما (كائن أو عملية أو نشاط) لكسب المال أو توليد القيمة، مع دلالة على أن الشيء يثبت نفسه ويثبت قيمته عندما ينتج عنه أرباحًا أو عوائد.

## تعريفها
أشار ماركس أول مرة إلى مفهوم زيادة القيمة في الفصل الرابع من المجلد الأول لكتاب رأس المال، عندما ناقش النشاط الرأسمالي في شراء السلع من أجل بيعها، وتحقيق قيمة أكبر مما كان موجودًا من قبل. كتب ماركس:
اسمي الزيادة أو الزيادة عن القيمة الأصلية «فائض القيمة». وبالتالي، فإن القيمة الأصلية لا تظل سليمة فحسب أثناء التداول، بل تزيد أو تضيف إلى نفسها قيمة فائضة، أو تزيد قيمتها/، فيحولها هذا التحرّك إلى رأس مال.
ثم يُطرح السؤال عن كيف يمكن أن ينشأ صافي القيمة الجديدة بشكل مستمر وعفوي من النشاط التجاري. جواب ماركس هو أن صافي القيمة الإضافية يمكن أن يتحقق في التجارة، لأن هذه القيمة الإضافية قد أنشئت في عملية الإنتاج. إذا اشترى رأسمالي سلعًا مقابل 100 دولار وباعها مقابل 120 دولارًا، فمن المؤكد أنه كسب أموالًا، لكنه لم يخلق قيمة أكبر مما كان موجودًا من قبل، لأن كمية السلع لا تزال بالضبط كما كانت في الماضي. لخلق المزيد من القيمة يجب تحقيق إنتاج إضافي. عند هذه النقطة، عُدّل مفهوم زيادة القيمة.
يرى ماركس أن عملية الإنتاج الرأسمالية هي في نفس الوقت عملية تخلق قيم استخدام وعملية تخلق قيمةً يُخلق من خلالها قيمة جديدة إضافية. لكن خلق القيمة في حد ذاته ليس هو ما يهدف إليه الرأسمالي. الرأسمالي يريد زيادة رأسماله. هذا يعني أن العامل يجب أن يخلق قيمة أكبر للرأسمالي مما يتقاضاه كأجر. يجب على العامل أن يخلق ليس فقط قيمة جديدة بل قيمة فائضة. إن عملية خلق القيمة التي تتجاوز النقطة التي أنشأ فيها العامل قيمة تساوي قيمة العمل الخاصة به فيبدأ بعدها بزيادة قيمة رأس المال، هي عملية زيادة للقيمة، وليس عملية خلق قيمة فحسب.
هكذا إذن تصف زيادة القيمة الزيادة في قيمة الأصول الرأسمالية من خلال تطبيق العمالة التي تشكل القيمة في عملية الإنتاج. «مشكلة» زيادة القيمة هي: كيف يمكن تطبيق العمالة في الإنتاج بحيث تنمو قيمة رأس المال؟ كيف يمكن استثمار الأصول بشكل منتج، بحيث تكسب قيمة بدل خسارتها؟ في نظريات القيمة الفائضة، الفصل 3، القسم 6، يؤكد ماركس على رأيه الذي يقول إن «رأس المال ينتج قيمة فقط كعلاقة، بقدر ما هو قوة قسرية على العمل المأجور، ما يجبرها على أداء فائض قيمة العمل، أو يحفز القوة المنتجة للعمل لتُنتج قيمة فائضة».